# 崇姓
崇姓是中文姓氏之一，现行较罕见姓氏。

## 起源
商朝诸侯崇国，其地在今陕西省户县东，崇侯虎不道，西伯（周文王）伐崇，灭之，子孙以国为氏。

## 分布
崇姓，今山西省太原市，天津市武清区，河北省尚义县、景县，山东省平邑县，辽宁省清原县等地均有此姓。

## 名人
- 崇颖，唐代开元年间人。
- 崇齐鲜：宋朝瑞平年间进士
- 崇大年，宋朝吴县人，浦城知县
- 崇刚，明朝扬州卫指挥使
- 崇泉，第十二届全国人民代表大会安徽地区代表

## 延伸阅读
[在维基数据编辑]
 《欽定古今圖書集成·明倫彙編·氏族典·崇姓部》，出自陈梦雷《古今圖書集成》